# Oktiabrskaja (Kaluzjsko–Rizjskajalinjen)
Oktiabrskaja (ryska: Октябрьская, Oktoberstationen), är en tunnelbanestation på Kaluzjsko–Rizjskajalinjen i Moskvas tunnelbana. 
Oktiabrskaja öppnades den 13 oktober 1962 och var den norra slutstationen på Kaluzjskolinjen, innan denna utökades norrut 1970. 
Stationen har massiva fyrkantiga marmorpyloner i vit marmor och väggar klädda med vita keramiska plattor.
Stationens fristående ingångsvestibul ligger på Bolsjaja Jakimankagatan ett halvt kvarter norr om Kaluzjskajatorget (namngivet efter staden Kaluga). Torget hette under en period Oktobertorget för att hedra oktoberrevolutionen, vilket är ursprunget till tunnelbanestationens namn. Torget återfick sitt ursprungliga namn medan tunnelbanestationen behöll namnet Oktiabrskaja.

## Byten
På stationen kan man byta till Oktiabrskaja-stationen på Koltsevajalinjen (ringlinjen).

## Galleri

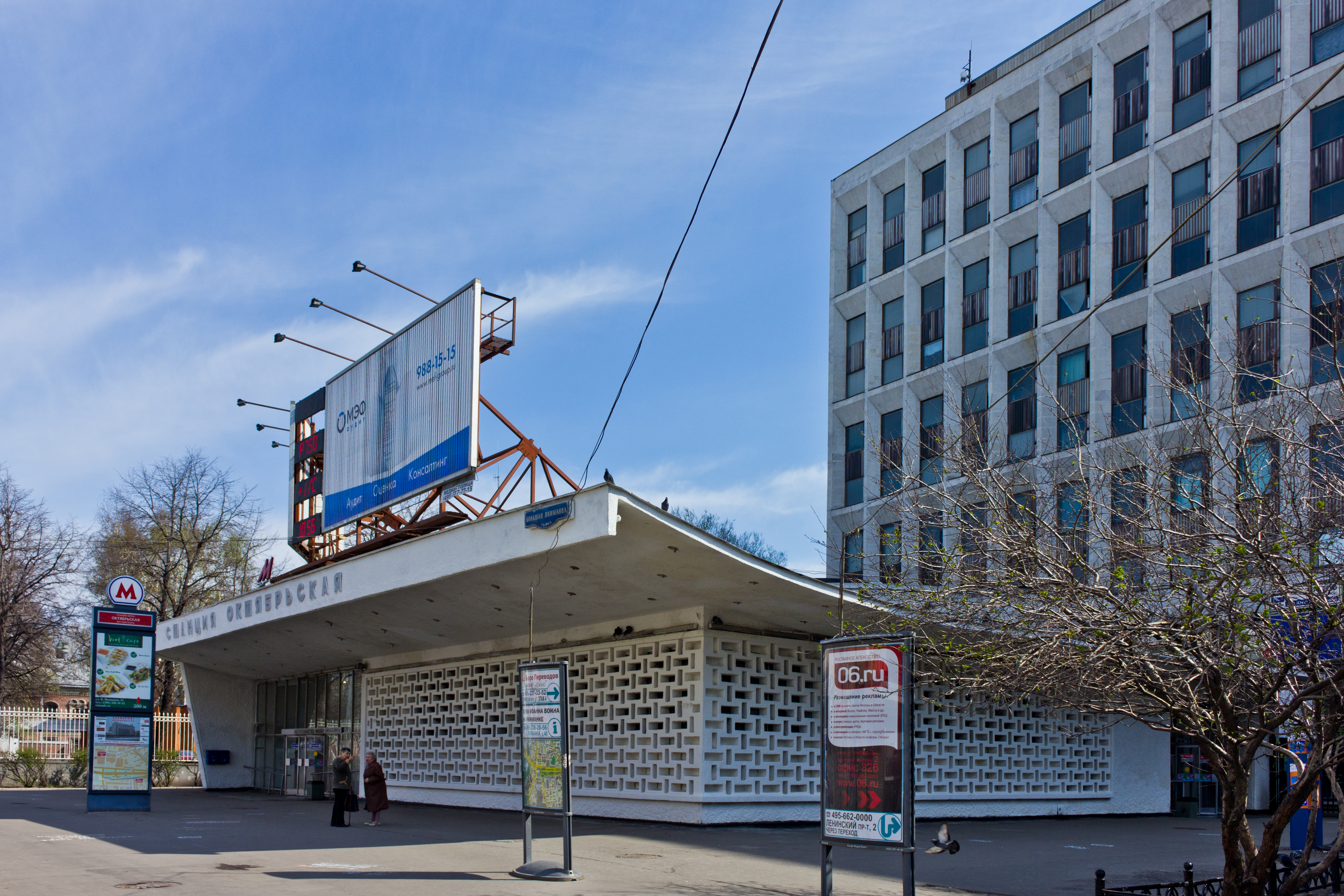
Ingång.
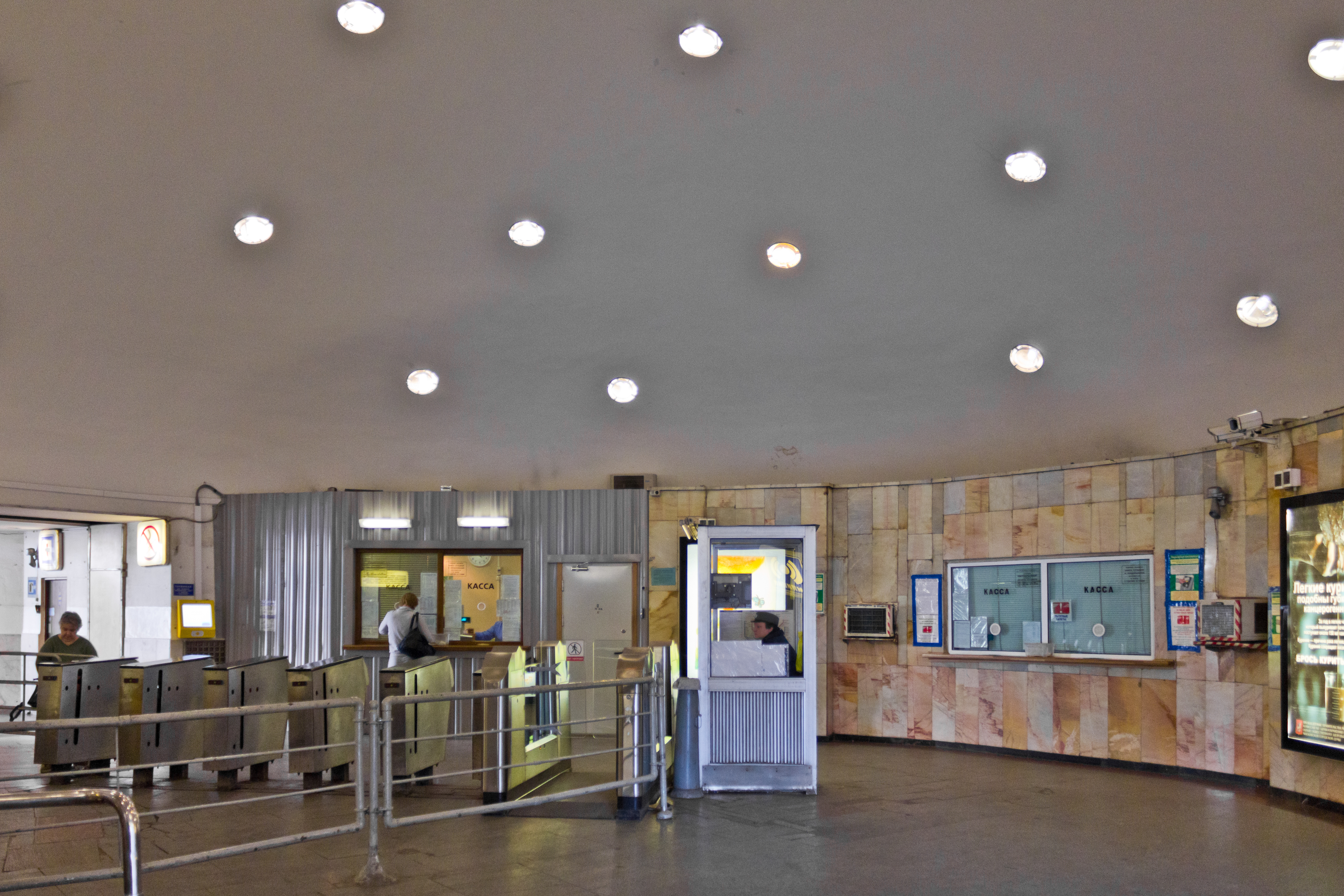
Vestibul.
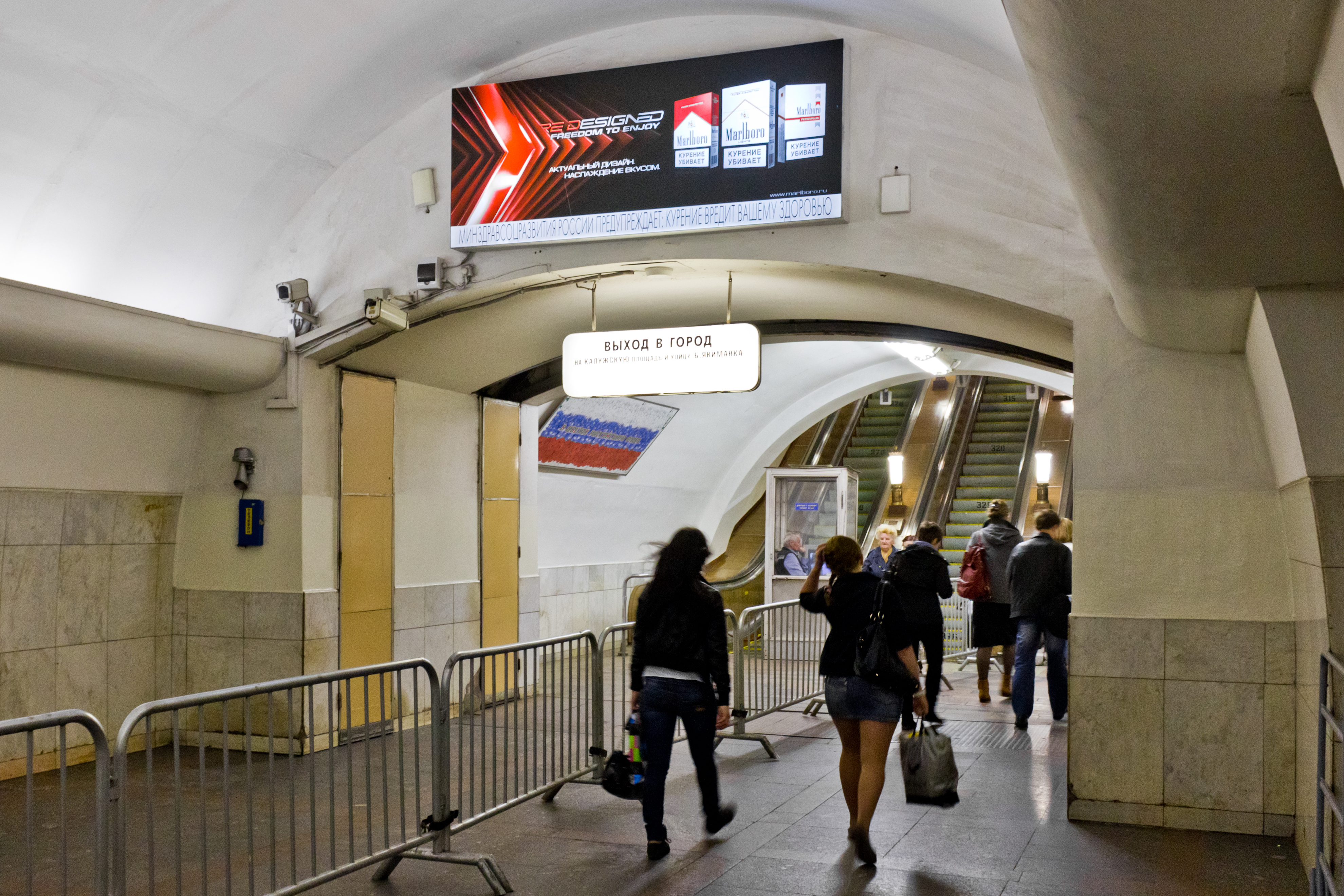
Rulltrappor.